# Ben Maxwell
Benjamin "Ben" Jeffrey Maxwell, född 30 mars 1988 i North Vancouver, är en kanadensisk före detta professionell ishockeyspelare som senast spelade för Linköping HC i Svenska Hockeyligan. Vid NHL Entry Draft 2006 valdes han som 49:e spelare totalt, i den andra rundan, av Montreal Canadiens. Han gjorde NHL-debut för Canadiens säsongen 2008/09. Under sina fem första säsonger som senior representerade han också Atlanta Thrashers, Winnipeg Jets och Anaheim Ducks i NHL, samt Hamilton Bulldogs, Chicago Wolves och St. John's Icecaps i AHL.
Från och med säsongen 2013/14 har Maxwell spelat ishockey i Europa. Med Oulun Kärpät vann han två finska mästerskap (2014 och 2015). 2014 gjorde han också KHL-debut för HK Jugra Chanty-Mansijsk. I KHL har han också spelat två säsonger vardera för HK Sotji och HK Spartak Moskva. Efter två säsonger med SCL Tigers anslöt han i maj 2021 till Linköping HC, med vilka han tillbringade två säsonger i SHL.
Maxwell gjorde A-landslagsdebut för Kanada 2017. Som junior deltog han i U18-VM 2006.

## Karriär

### Klubblag

#### 2006–2013: Spel i Nordamerika
Maxwell blev vald som 49:e spelare totalt vid NHL-draften 2006, av Montreal Canadiens. Under sin sista säsong med Kootenay Ice i WHL, skrev Maxwell ett treårsavtal med Canadiens den 1 mars 2008. Säsongen därpå inledde Maxwell med Canadiens farmarlag, Hamilton Bulldogs i AHL. Han spelade sin första match i ligan den 10 oktober 2008, mot Manitoba Moose. I ett returmöte dagen därpå gjorde han sitt första AHL-mål, på Karl Goehring, i en 5–3-seger. Den 12 december samma år blev Maxwell uppkallad till Canadiens för att ersätta Saku Koivu som ådragit sig en skada. Den efterföljande dagen gjorde han NHL-debut, mot Washington Capitals. Totalt spelade han sju NHL-matcher under säsongens gång. Efter att ha återvänt till AHL noterades Maxwell för sitt första hat trick den 24 mars 2009, då San Antonio Rampage besegrades med 6–1. I AHL spelade Maxwell 73 grundseriematcher för Bulldogs och slutade trea både i lagets interna poängliga (58) och skytteliga (22).
Den större delen av säsongen 2009/10 tillbringade Maxwell med Bulldogs i AHL. Han blev dock uppkallad till NHL i januari 2010 och spelade totalt 13 grundseriematcher för Canadiens. Maxwell gjorde också debut i Stanley Cup-slutspelet då han fick spela en match i kvartsfinalserien mot Pittsburgh Penguins den 2 maj 2010. I AHL noterades han för 44 poäng på 57 matcher (16 mål, 28 assist).
Under sitt sista kontraktsår med Canadiens spelade Maxwell endast för Bulldogs i AHL, där han utsågs till en av de assisterande lagkaptenerna. I säsongsinledningen gjorde han poäng i de sex första matcherna (totalt nio poäng). Efter 40 poäng på 47 matcher, varav elva mål, blev Maxwell den 24 februari 2011 bortbytt, tillsammans med ett val i den fjärde rundan av NHL Entry Draft 2011, till Atlanta Thrashers mot Brent Sopel och Nigel Dawes. Den 27 mars samma år gjorde han sitt första NHL-mål, på Craig Anderson, i en 5–4-seger mot Ottawa Senators. Maxwell utsågs också till matchens bästa spelare. På tolv matcher för Thrashers noterades han för ett mål och en assistpoäng. Under tiden med Atlanta spelade han också två matcher för klubbens farmarlag, Chicago Wolves, i AHL.

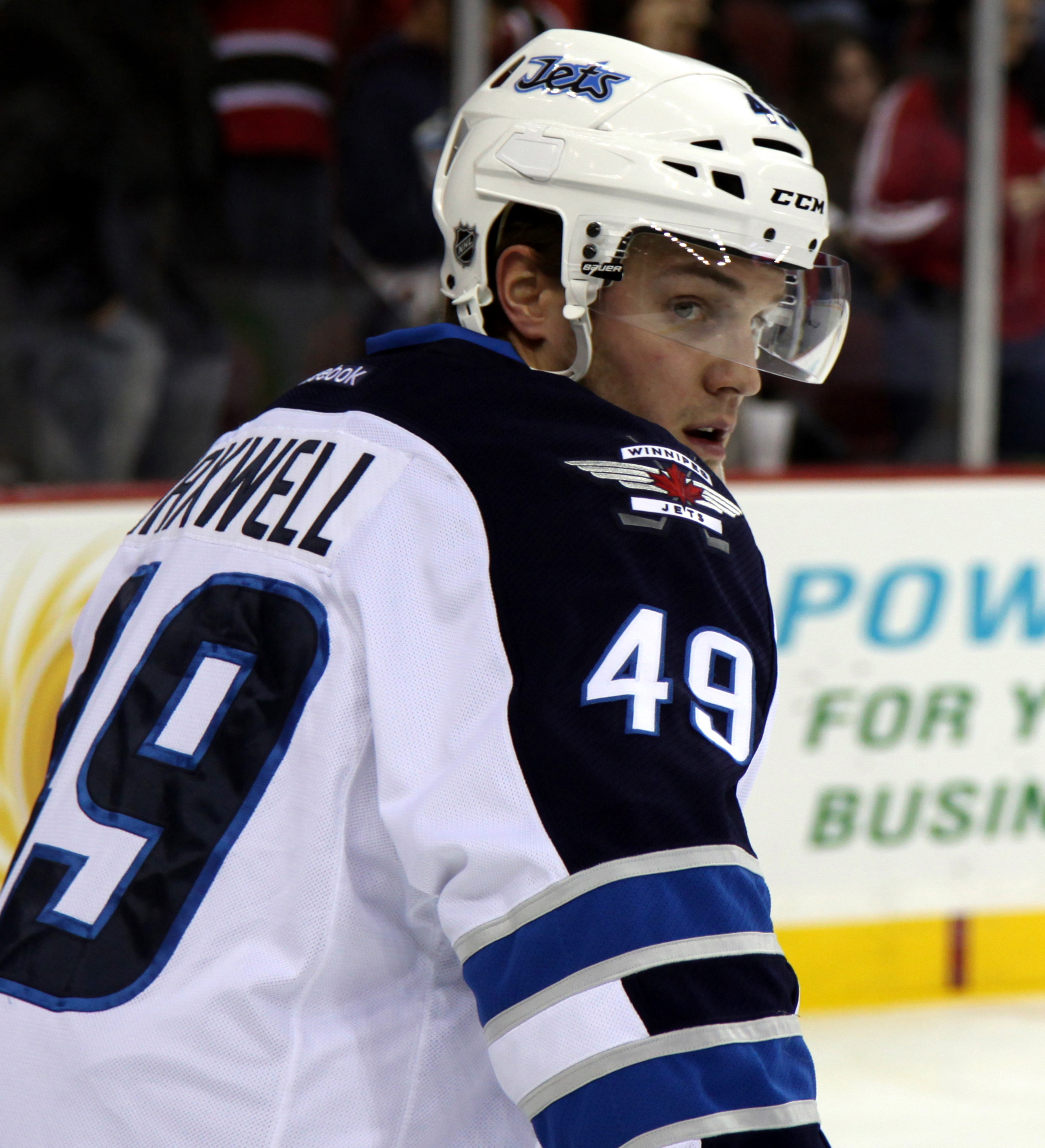
Maxwell med Winnipeg Jets 2011.

Den 18 juli 2011 skrev Maxwell ett ettårsavtal med Winnipeg Jets till ett värde av 715 000 dollar. Han spelade fyra matcher för Jets innan han den 10 november samma år värvades av Anaheim Ducks efter att ha blivit uppsatt på waiverslistan. Han spelade sedan sex matcher för Ducks innan han åter blev uppsatt på waiverslistan månaden därpå, den 6 december, då Jets tog tillbaka honom. Efter återkomsten till Winnipeg spelade Maxwell större delen av säsongen för St. John's Icecaps i AHL där han på 43 matcher noterades för 25 poäng, varav åtta mål. Den 6 juli 2012 förlängde Maxwell sitt avtal med Jets med ytterligare ett år. Inför säsongen 2012/13 blev Maxwell omedelbart nedskickad till Icecaps, där han tillbringade hela säsongen. På 74 grundseriematcher noterades han för 40 poäng (11 mål, 29 assist). 

#### 2013–2023: Spel i Europa
Efter fem säsonger med spel i både NHL och AHL meddelades det den 11 augusti 2013 att Maxwell skrivit ett ettårskontrakt med den finska klubben Oulun Kärpät i Liiga. På 49 grundseriematcher stod han för 42 poäng, varav 16 mål, och slutade på nionde plats i poängligan. Laget vann grundserien i överlägsen stil och tog sig sedan till final i det efterföljande slutspelet där man besegrade Tappara med 4–3 i matcher. Maxwell assisterade till Tomi Karhunens avgörande 1–0-mål 7:24 in i den första övertidsperioden i finalseriens sjunde och sista match.
Efter att ha blivit finsk mästare med Kärpät bekräftades det den 29 maj 2014 att Maxwell skrivit ett ettårsavtal med HK Jugra Chanty-Mansijsk i KHL. Han utsågs till en av de assisterande lagkaptenerna och den 4 september 2014 gjorde han KHL-debut i en match mot HK Lada Toljatti. Två dagar senare noterades han för sitt första mål i ligan, på Ivan Kasutin, i en 1–3-seger mot Torpedo Nizjnij Novgorod. Den 12 februari 2015 återvände han till Finland då han skrivit ett avtal med Kärpät för återstoden av säsongen. På 46 matcher med Jugra stod han för 27 poäng (14 mål, 13 assist). Kärpät vann återigen grundserien där Maxwell stod för sex poäng på tolv matcher. För andra säsongen i följd tog man sig till final där man än en gång besegrade Tappara med 4–3 i matcher. På 19 slutspelsmatcher noterades han för tolv poäng (sju mål, fem assist).
Den 12 juni 2015 stod det klart att Maxwell återvänt till KHL då han skrivit ett ettårsavtal med HK Sotji. På 52 grundseriematcher stod han för 32 poäng, varav 14 mål. I det efterföljande slutspelet slogs laget ut omgående i åttondelsfinal av HK Dynamo Moskva med 4–0 i matcher. Efter säsongens slut meddelades det den 24 maj 2016 att Maxwell förlängt sitt avtal med klubben med ytterligare ett år. Inför sin andra säsong i klubben utsågs han till en av lagets assisterande lagkaptener. Maxwells poängproduktion minskade betydligt då han på 48 matcher stod för 15 poäng (åtta mål, sju assist). Laget slutade på nionde plats i västra konferensen och missade därmed slutspelet.
Den 2 maj 2017 tillkännagavs det att Maxwell lämnat Sotji för spel med seriekonkurrenten HK Spartak Moskva, som han skrivit ett ettårsavtal med. Poängmässigt gjorde han sin näst bästa grundserie i KHL. På 39 matcher stod han för 28 poäng (12 mål, 16 assist). I Gagarin Cup-slutspelet slogs Moskva ut omgående med 4–0 i matcher mot HK CSKA Moskva. Den 25 april 2018 meddelades det att Maxwell förlängt sitt kontrakt med Moskva med ytterligare en säsong. Säsongen kom att bli hans sista med Spartak Moskva och likt föregående säsong slogs laget ut i den första rundan av slutspelet – denna gång mot SKA Sankt Petersburg med 4–2 i matcher.
Den 12 juli 2019 meddelades det att den schweiziska klubben SCL Tigers i NLA skrivit ett ettårsavtal med Maxwell. Den 13 september samma år gjorde han NLA-debut. I den följande omgången, den 17 september, gjorde han sitt första mål i serien, på Reto Berra, då han avgjorde en match mot Fribourg-Gottéron till 3–2. Han slutade på tredje plats i lagets interna poängliga med 33 poäng på 48 grundseriematcher. Han var också lagets näst bästa målgörare, bakom Harri Pesonen, med 16 gjorda mål. Maxwell förlängde sitt avtal med Tigers med ytterligare en säsong den 28 juli 2020. Den efterföljande säsongen slutade laget sist i grundserien. Maxwell vann dock Tigers interna poängliga då han på 50 matcher stod för 27 poäng (10 mål, 17 assist).
Den 17 maj 2021 bekräftades det att Maxwell skrivit ett tvåårsavtal med Linköping HC i SHL. Han gjorde SHL-debut den 11 september samma år i en match mot Luleå HF. Den 25 november 2021 gjorde han sitt första SHL-mål, på Kasimir Kaskisuo, i en 5–6-förlust mot Leksands IF. Tidigt in på säsongen ådrog sig Maxwell en axelskada som höll honom borta från spel i tio matcher. Han spelade totalt 38 grundseriematcher där han noterades för sex mål och lika många assistpoäng. Maxwell fick även den efterföljande säsongen en jobbig start då han missade nio av de tio inledande matcherna av grundserien på grund av en skada. Han gick mållös ur de 43 matcher han spelade och noterades för sju assist. Kort efter säsongens slut meddelades det den 14 mars 2023 att Maxwell lämnat Linköping.

### Landslag
Maxwell blev uttagen till Kanadas lag vid U18-VM i Sverige 2006. Laget slutade på tredje plats i grupp B och slog ut Tjeckien i kvartsfinal efter en 4–1-seger. Man förlorade dock semifinalen mot Finland, där Maxwell gav Kanada ledningen med 2–1, med 3–2 och föll även i den efterföljande bronsmatchen mot Tjeckien med 4–1. På sju matcher stod han för sju poäng och gjorde tillsammans med François Bouchard flest assist i det kanadensiska laget (5).
Maxwell gjorde sin första A-landslagsmatch för Kanada den 6 augusti 2017 under Sotji Hockey Open.

## Statistik

### Klubblag
| 2008–09    | Hamilton Bulldogs        | AHL        | 73  | 22 | 36 | 58  | 58  | 6  | 3 | 1 | 4  | 4 |
| 2008–09    | Montreal Canadiens       | NHL        | 7   | 0  | 0  | 0   | 2   | —  | — | — | —  | — |
| 2009–10    | Hamilton Bulldogs        | AHL        | 57  | 16 | 28 | 44  | 22  | 1  | 0 | 0 | 0  | 0 |
| 2009–10    | Montreal Canadiens       | NHL        | 13  | 0  | 0  | 0   | 6   | 1  | 0 | 0 | 0  | 0 |
| 2010–11    | Hamilton Bulldogs        | AHL        | 47  | 11 | 29 | 40  | 32  | —  | — | — | —  | — |
| 2010–11    | Atlanta Thrashers        | NHL        | 12  | 1  | 1  | 2   | 9   | —  | — | — | —  | — |
| 2010–11    | Chicago Wolves           | AHL        | 2   | 0  | 1  | 1   | 0   | —  | — | — | —  | — |
| 2011–12    | Winnipeg Jets            | NHL        | 9   | 1  | 4  | 5   | 0   | —  | — | — | —  | — |
| 2011–12    | Anaheim Ducks            | NHL        | 6   | 0  | 1  | 1   | 2   | —  | — | — | —  | — |
| 2011–12    | St. John's Icecaps       | AHL        | 43  | 8  | 17 | 25  | 35  | 15 | 3 | 4 | 7  | 4 |
| 2012–13    | St. John's Icecaps       | AHL        | 74  | 11 | 29 | 40  | 52  | —  | — | — | —  | — |
| 2013–14    | Oulun Kärpät             | Liiga      | 49  | 16 | 26 | 42  | 56  | 16 | 3 | 4 | 7  | 6 |
| 2014–15    | HK Jugra Chanty-Mansijsk | KHL        | 46  | 14 | 13 | 27  | 48  | —  | — | — | —  | — |
| 2014–15    | Oulun Kärpät             | Liiga      | 12  | 3  | 3  | 6   | 8   | 19 | 7 | 5 | 12 | 8 |
| 2015–16    | HK Sotji                 | KHL        | 52  | 14 | 18 | 32  | 57  | 3  | 0 | 0 | 0  | 4 |
| 2016–17    | HK Sotji                 | KHL        | 48  | 8  | 7  | 15  | 34  | —  | — | — | —  | — |
| 2017–18    | HK Spartak Moskva        | KHL        | 39  | 12 | 16 | 28  | 16  | 4  | 0 | 0 | 0  | 2 |
| 2018–19    | HK Spartak Moskva        | KHL        | 59  | 11 | 12 | 23  | 20  | —  | — | — | —  | — |
| 2019–20    | SCL Tigers               | NLA        | 48  | 16 | 17 | 33  | 34  | —  | — | — | —  | — |
| 2020–21    | SCL Tigers               | NLA        | 50  | 10 | 17 | 27  | 14  | —  | — | — | —  | — |
| 2021–22    | Linköping HC             | SHL        | 38  | 6  | 6  | 12  | 8   | —  | — | — | —  | — |
| 2022–23    | Linköping HC             | SHL        | 43  | 0  | 7  | 7   | 20  | —  | — | — | —  | — |
| KHL totalt | KHL totalt               | KHL totalt | 244 | 59 | 66 | 125 | 175 | 7  | 0 | 0 | 0  | 6 |
| SHL totalt | SHL totalt               | SHL totalt | 81  | 6  | 13 | 19  | 28  | —  | — | — | —  | — |
| NHL totalt | NHL totalt               | NHL totalt | 47  | 2  | 6  | 8   | 19  | 1  | 0 | 0 | 0  | 0 |

### Internationellt
| År            | Lag           | Turnering     | Matcher | Mål | Assists | Poäng | Utv. |
| ------------- | ------------- | ------------- | ------- | --- | ------- | ----- | ---- |
| 2006          | Kanada U18    | U18-VM        | 7       | 2   | 5       | 7     | 10   |
| Junior totalt | Junior totalt | Junior totalt | 13      | 4   | 12      | 16    | 14   |